# Freistatt
Ne doit pas être confondu avec  le film "Freistatt" de 2015.
Freistatt est une municipalité allemande du land de Basse-Saxe et l'arrondissement de Diepholz. En 2014, elle comptait 619 hab. Elle constitue le lieu de tournage du film autobiographique allemand sorti en 2015 et intitulé Refuge dans sa version française.

## Source
- (de) Cet article est partiellement ou en totalité issu de l’article de Wikipédia en allemand intitulé « Freistatt » (voir la liste des auteurs).